# El Norte de Castilla
El Norte de Castilla es un periódico español cuya sede está en Valladolid. Con una media de 177 000 lectores diarios es el primer periódico de Castilla y León. Al fundarse en 1854, es considerado el periódico diario decano de la prensa española, ya que aunque el Faro de Vigo se funda un año antes, este es semanal hasta 1879. Además de Valladolid, el periódico cuenta con ediciones en las provincias de Palencia y Segovia, en cuyas capitales se encuentran las sedes de las delegaciones.

## Historia
El origen data del año 1854, cuando el farmacéutico Mariano Pérez Mínguez y el médico Pascual Pastor ponen en marcha El Avisador. Este se unió en 1856 con su competidor en Valladolid, El Correo de Castilla, creado en abril de ese año. El Norte de Castilla nace en 1856 de la unión de estas dos cabeceras. Aunque no es hasta el 17 de octubre de 1856 cuando se publica el primer número con el nombre El Norte de Castilla en su cabecera, la empresa considera la fecha de su fundación la del periódico original.
En 1870 la cabecera fue adquirida por Gaviria y Zapatero, y fue de nuevo vendido en 1893 a César Silió y Cortés y Santiago Alba Bonifaz, que llegarían a ser Ministros de la Gobernación. Ambos estaban emparentados y ocuparon los puestos de Director y Gerente respectivamente. Fue con ellos cuando se introdujo el cambio de la edición a la mañana y se convirtió en el diario de referencia de Valladolid. En 1903 César Silió y Cortés fue sustituido en la dirección del diario por el catedrático Antonio Royo Villanova. Durante la Segunda República se mantuvo como un diario independiente, aunque cercano al Partido Radical por influencia de Santiago Alba.
El diario sobrevivió a la Guerra civil. Por esa época era el periódico de mayor difusión en la capital vallisoletana. Si bien había sido una publicación de talante liberal e independiente, tras la contienda desapareció todo rastro de liberalismo de las páginas de El Norte de Castilla, perdiendo incluso su antiguo lema de Diario independiente. Durante la dictadura franquista fue uno de los tres diarios que se publicaban en Valladolid, junto al Diario Regional y Libertad —órgano oficial del «Movimiento»—. En los siguientes años se sucedieron varios directores: entre 1958 y 1963 fue dirigido por Miguel Delibes, y posteriormente —hasta 1967— fue dirigido por el poeta, periodista y pintor Félix Antonio González. Durante la transición desaparecieron el Libertad (1979) y el Diario Regional (1980), lo que le dejó como único periódico vallisoletano.
En 1992 pasó a formar parte del Grupo Correo, hoy integrado en el Grupo Vocento. Cuatro años después, incorporaba en su plantilla al humorista gráfico José Orcajo. La Sociedad Estatal Correos y Telégrafos de España, conocida como Correos, editó un sello postal correspondiente a la Serie de Diarios Centenarios, que sacó a la venta el 20 de abril de 2006 que reproduce la imagen del logotipo creado para la conmemoración de los actos del 150 aniversario, presente en numerosos actos auspiciados por este diario.
En marzo de 2018 se nombra director a Ángel Ortiz Dávila, que hasta ese momento estaba al frente del rotativo extremeño Hoy. Actualmente el presidente del Consejo de Administración de El Norte de Castilla es Iñaki Arechabaleta -que en septiembre de 2022 sustituyó a Alejandro Royo-Villanova- y su director general es Goyo Ezama Meabe.
En 2024, El Norte de Castilla cumplió 170 años, lo que le convierte en el decano de la prensa diaria española. Para conmemorar este aniversario, el periódico elaboró el documental 'En las entrañas de El Norte de Castilla: 170 años caminando juntos', un vídeo elaborado a partir de 38 testimonios de periodistas, directores, trabajadores, lectores, suscriptores y colaboradores que construyen pasado, presente y futuro de este medio diario.

## Diario digital
El Norte de Castilla saca su primera edición digital el 12 de junio de 1997. En su portal de internet ofrece tres principales servicios: el servicio multimedia, la interactividad con los suscriptores y la hipertextualidad en sus artículos. Fue el primer medio de comunicación del grupo Vocento que permitió a sus lectores comentar las noticias siendo posible desde septiembre de 2007. El Norte de Castilla en su página oficial cuenta actualmente con 2.938.246 usuarios únicos al mes (fuente: [cita requerida
Como diario de vocación regional, la edición digital de El Norte de Castilla hace especial hincapié en la cobertura informativa de su ámbito regional, cubriendo toda la comunidad autónoma de Castilla y León. Cada una de las nueve provincias castellanas y leonesas dispone en la web de un apartado diferenciado en el que queda recogida la actualidad de cada provincia.
En 2012 constituye una Unidad de Negocios Digitales dentro de su estructura ayudando a potenciar el negocio digital en Castilla y León a través de la divulgación del uso de internet como medio para hacer negocios y de encuentros profesionales, entre otras iniciativas, bajo el programa e-volución.
En mayo de 2019 pone en marcha un muro de pago limitando el acceso para los no suscriptores a cinco publicaciones al mes.

## Premios y reconocimientos
En 2013 su suplemento literario y cultural La Sombra del Ciprés cuyo título recuerda la novela de Miguel Delibes, creado en noviembre de 2009 y coordinado por Angélica Tanarro fue galardonado con el premio Liber de Fomento a la Lectura, en la modalidad de prensa por la Federación de Gremios de Editores de España.